# Plaza de San Roque
La plaza de San Roque es un espacio público abierto de Barranquilla, Colombia. Se encuentra ubicada en el costado norte de la iglesia de San Roque.

## Ubicación
La plaza de San Roque está ubicada entre las calles 30 (Boyacá o de las Vacas) y 31 (San Roque), y entre las carreras 36 (San Roque) y 38 (Estudiantes o Igualdad), en el costado norte de la iglesia de San Roque, en el Centro Histórico de Barranquilla.

## Historia
La plaza de San Roque fue concebida como parte de un plan maestro de construcción de espacios públicos abiertos para Barranquilla en respuesta a la escasa área disponible por habitante. El plan fue establecido por el gobierno nacional en 2008 con la convocatoria del Ministerio de Cultura para el «Concurso Público de Anteproyecto Arquitectónico para el Diseño de Diferentes Sectores Urbanos para la Recuperación del Espacio Público del Centro Histórico de Barranquilla». Completan el conjunto de espacios públicos la plaza de San Nicolás, el parque de la Independencia o de San José, el paseo de las Palmas y la plaza del Hospital General.
Su construcción empezó con la demolición de los inmuebles anexos a la iglesia de San Roque en mayo de 2014.
La plaza fue inaugurada el 14 de septiembre de 2015 durante la entrega, por parte de la alcaldesa Elsa Noguera, del decreto que oficializó a Marcela García Caballero como reina del carnaval 2016.

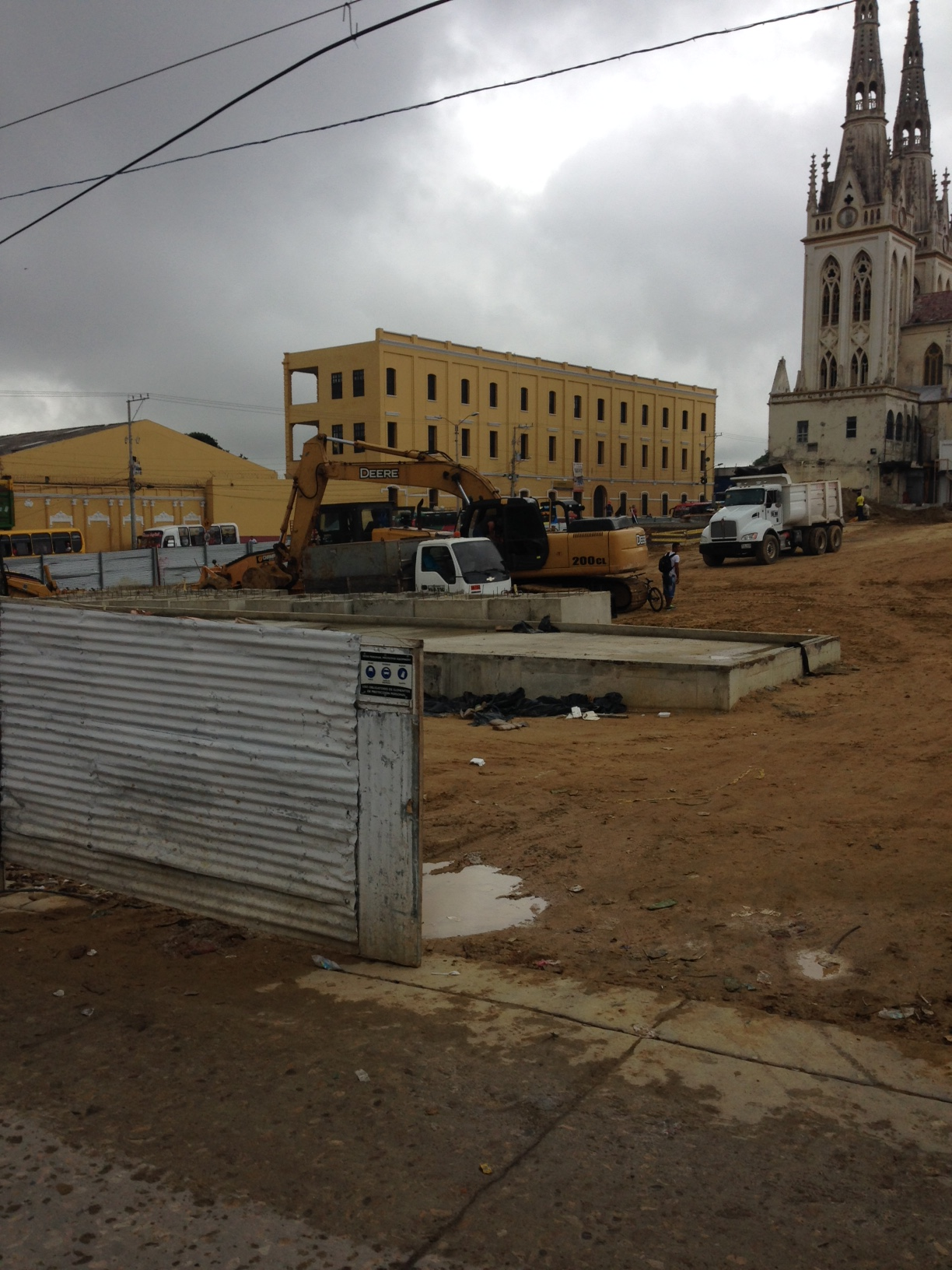
13 de noviembre de 2014
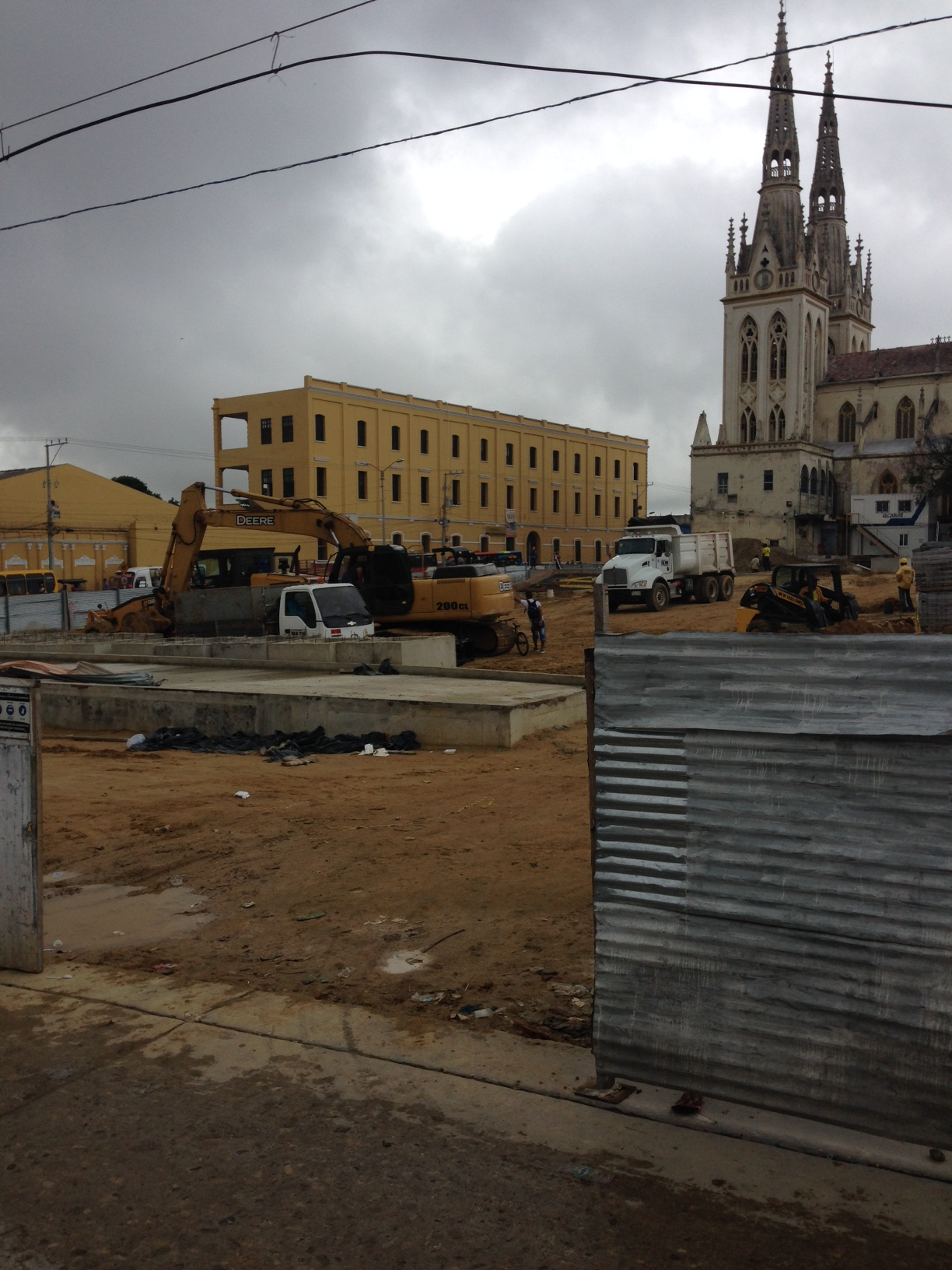
13 de noviembre de 2014
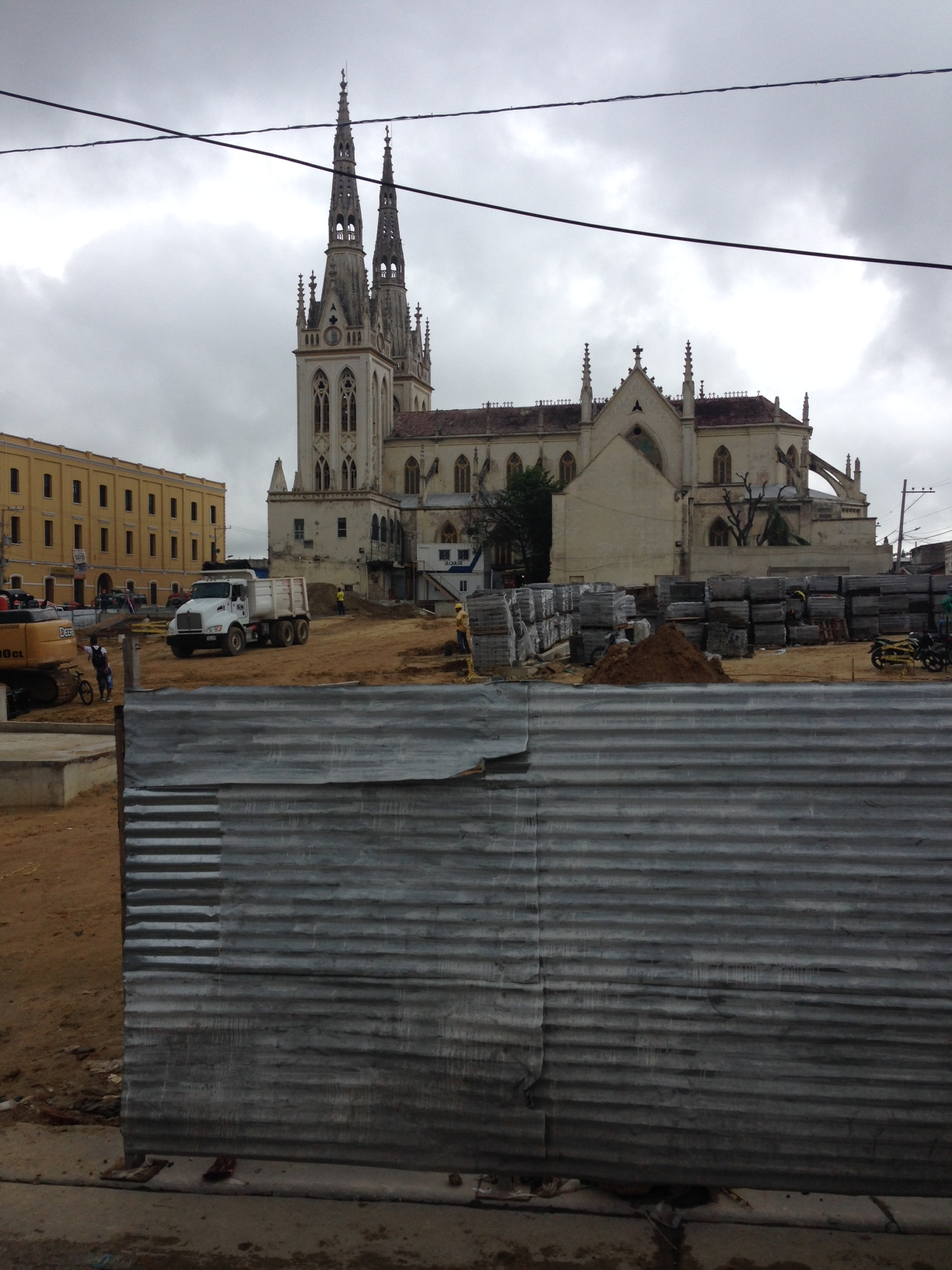
13 de noviembre de 2014
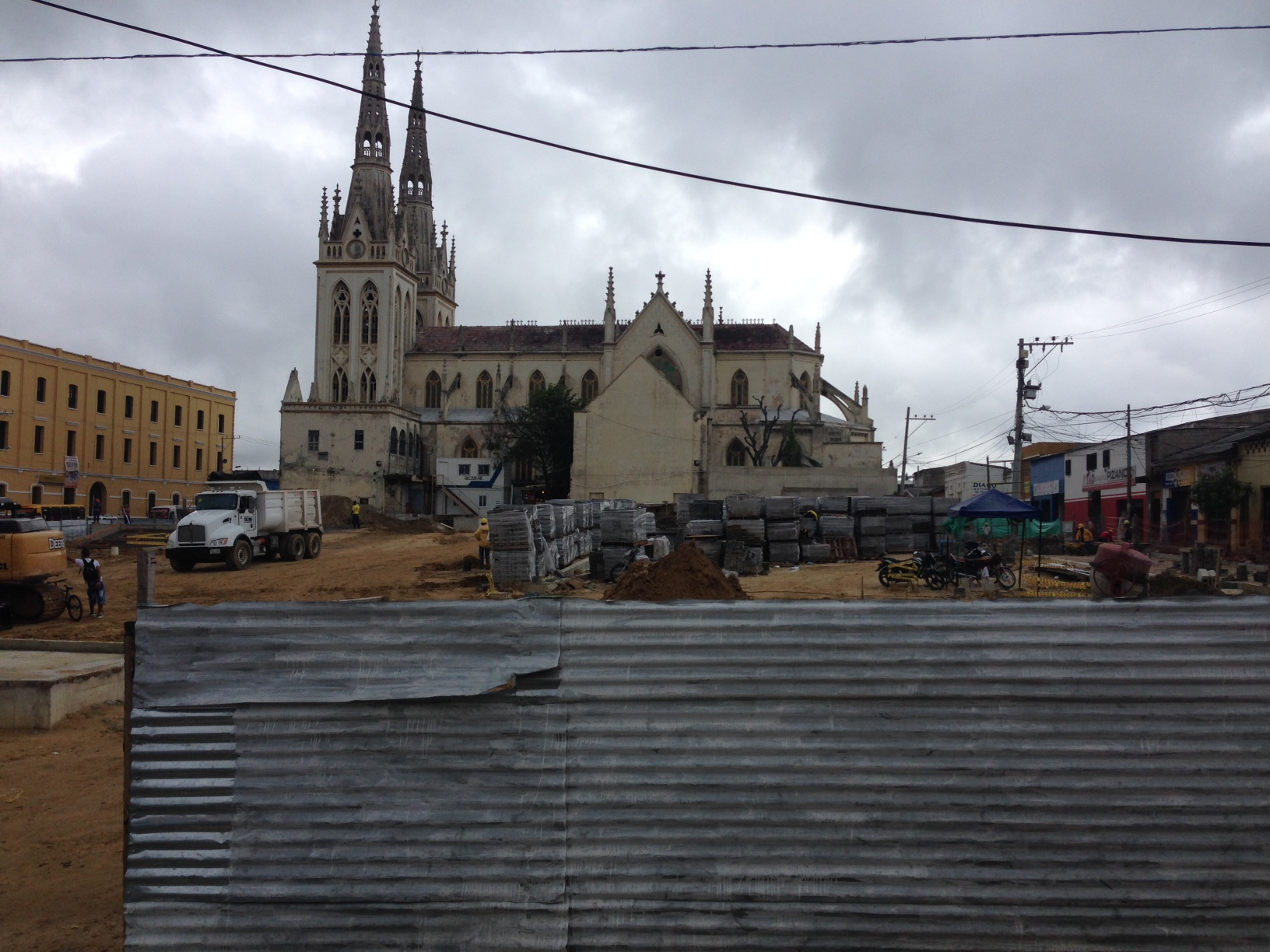
13 de noviembre de 2014
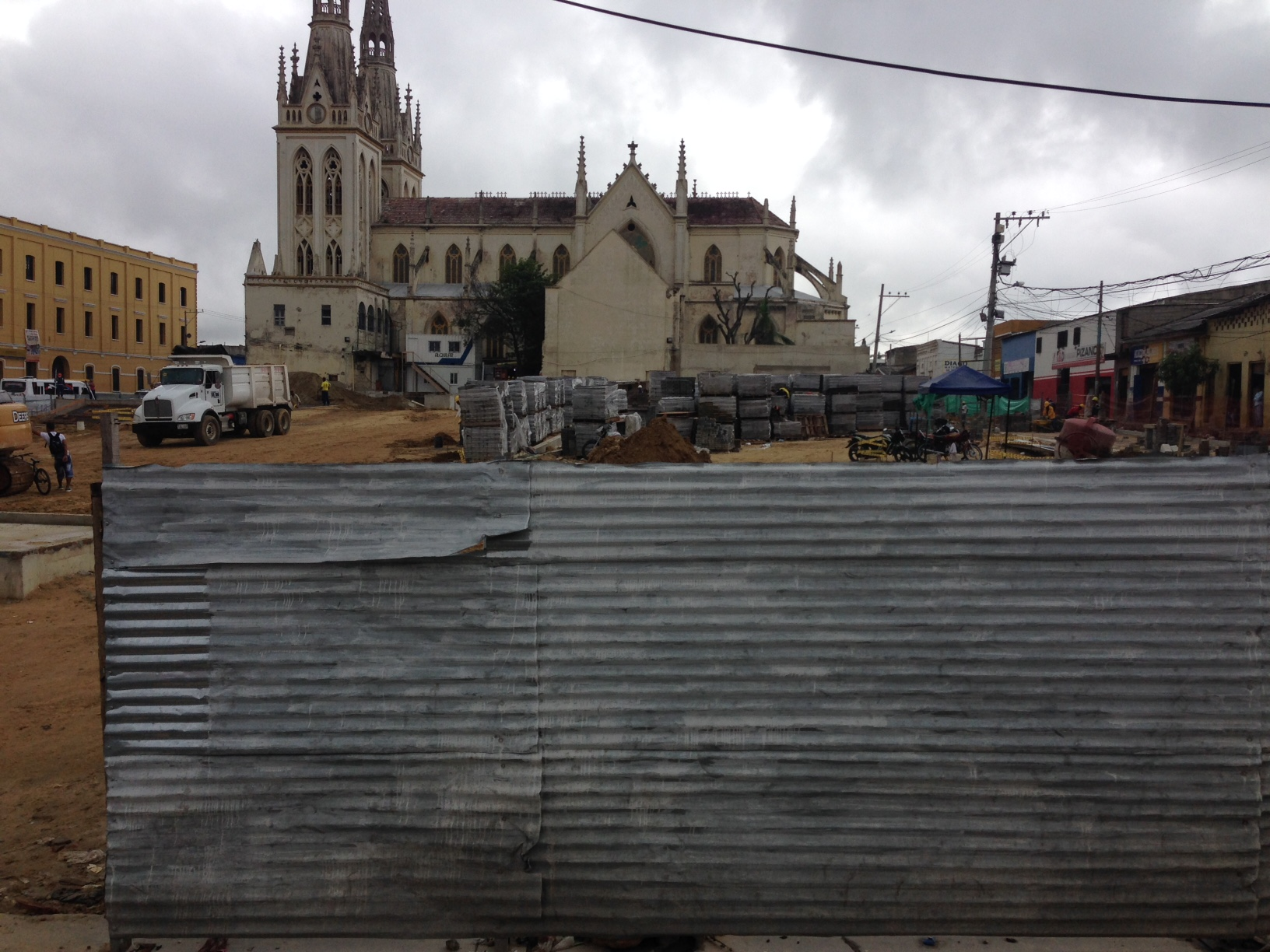
13 de noviembre de 2014
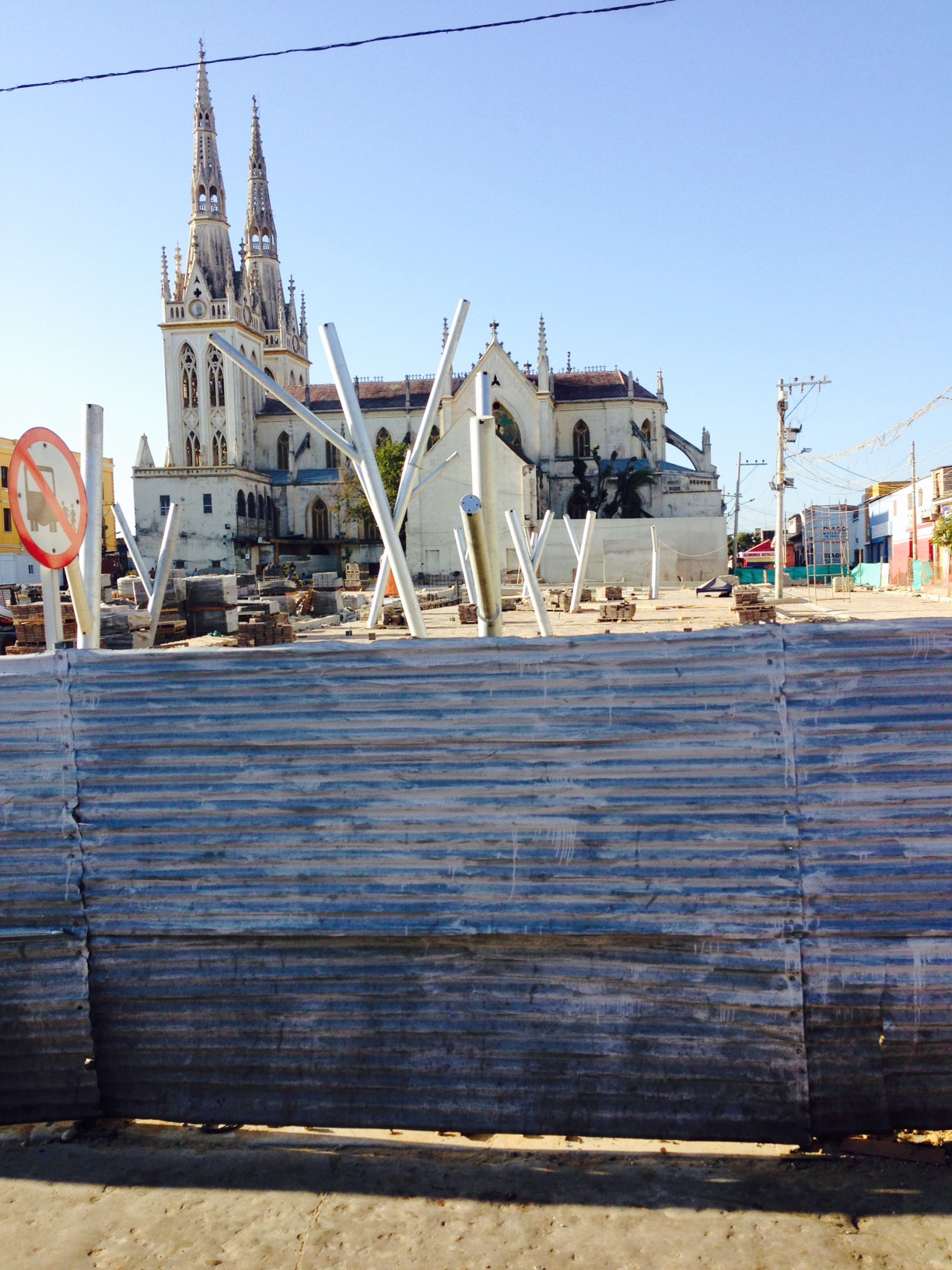
7 de enero de 2015
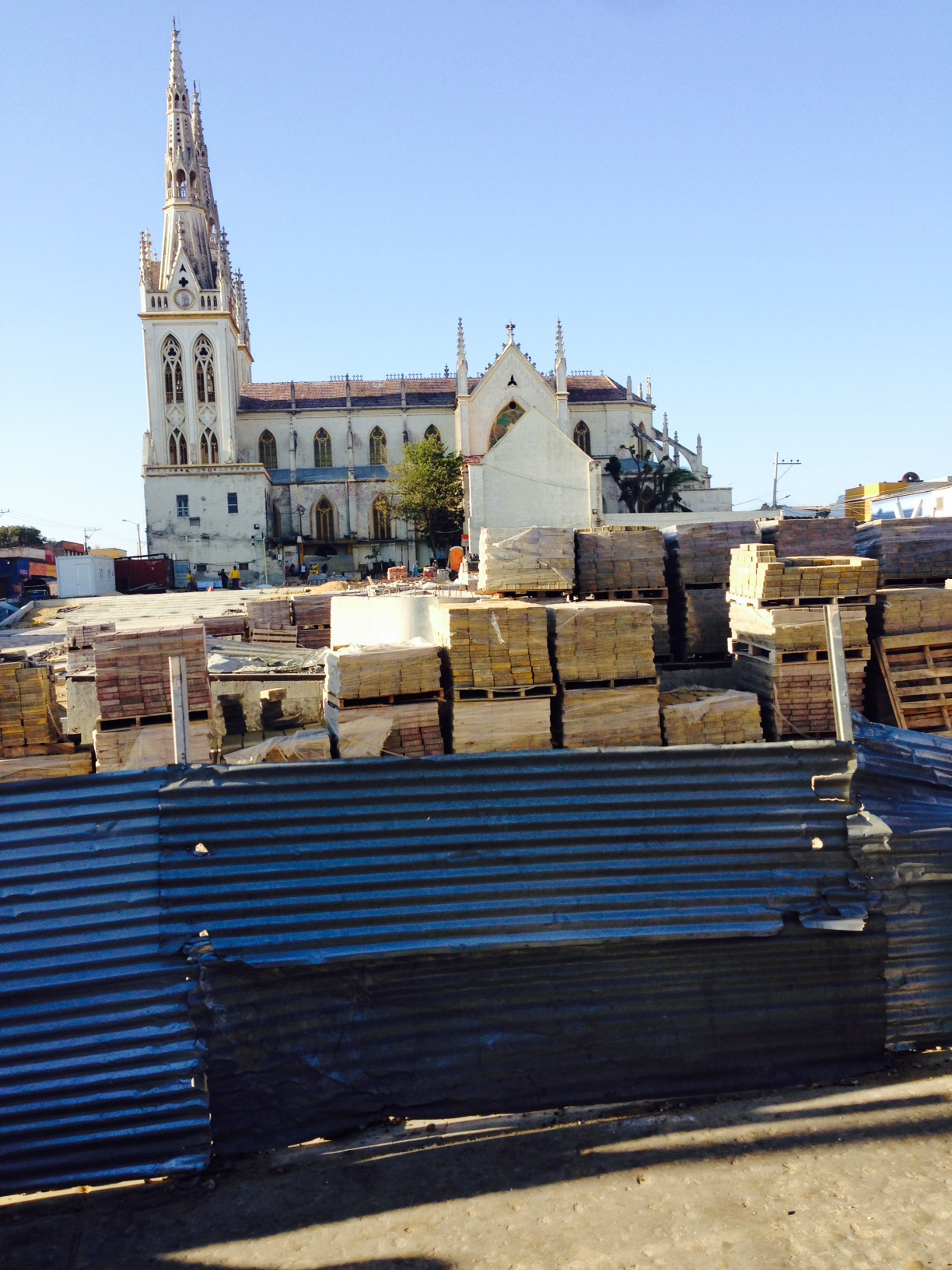
7 de enero de 2015
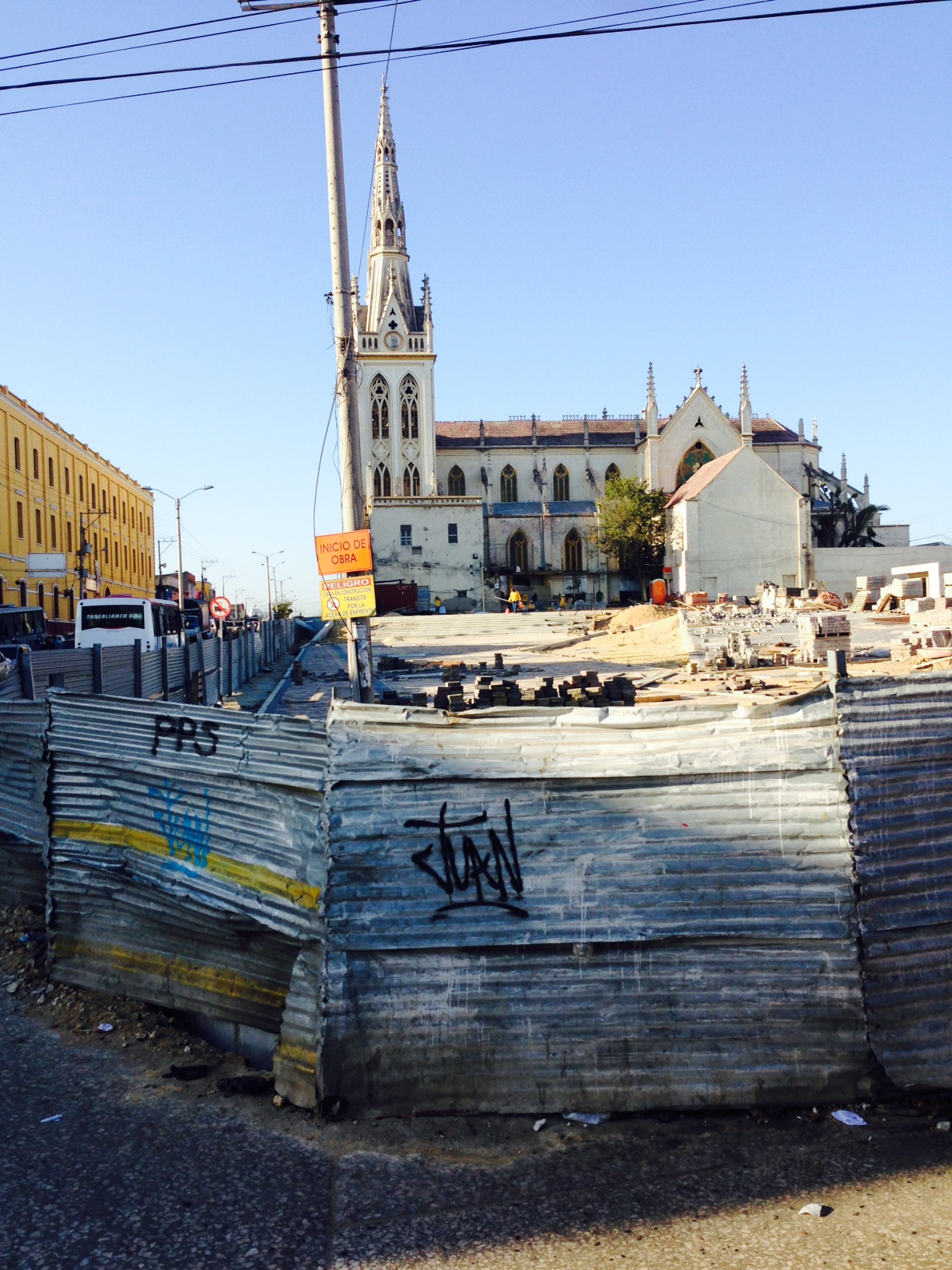
7 de enero de 2015
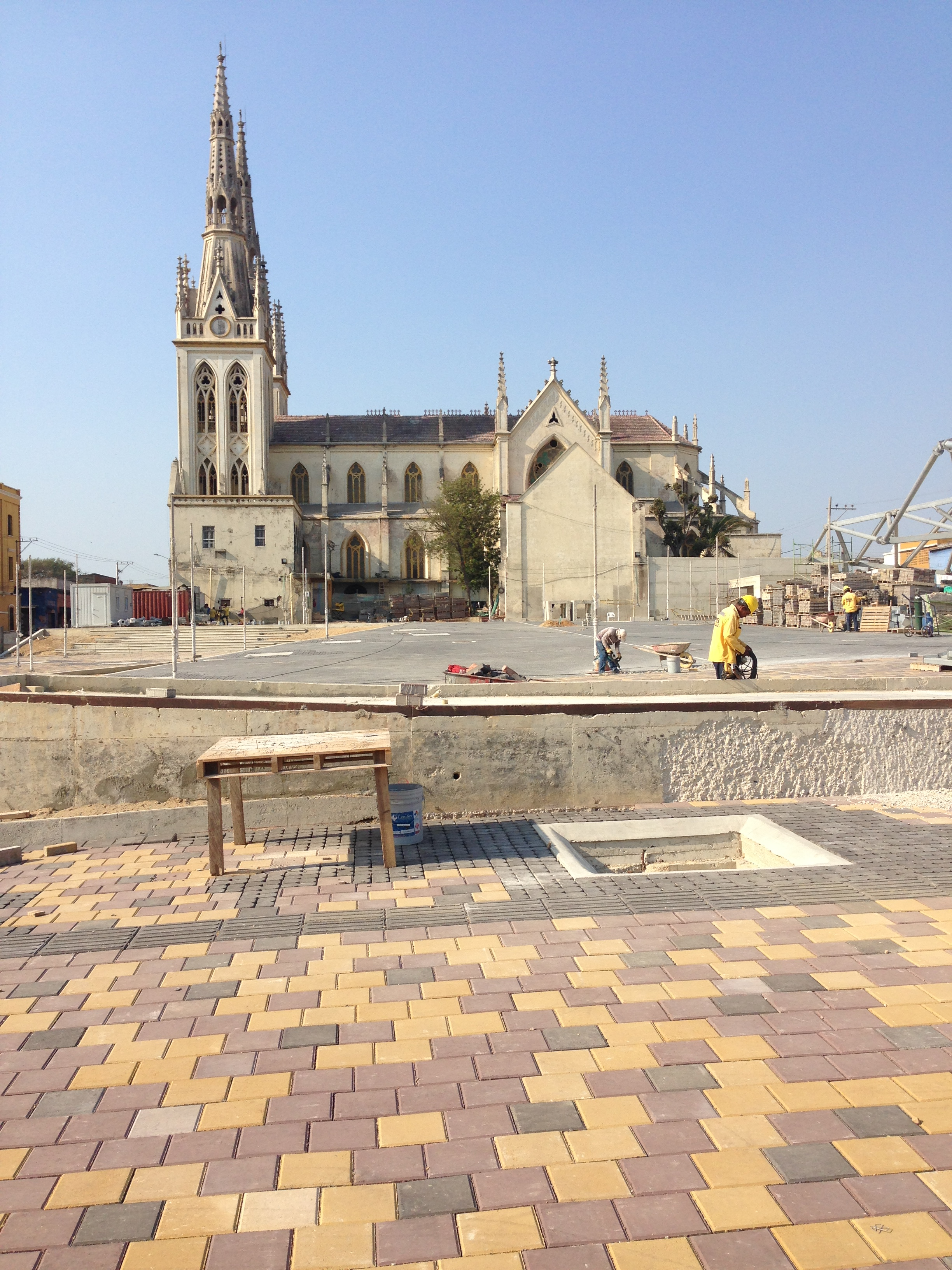
5 de marzo de 2015
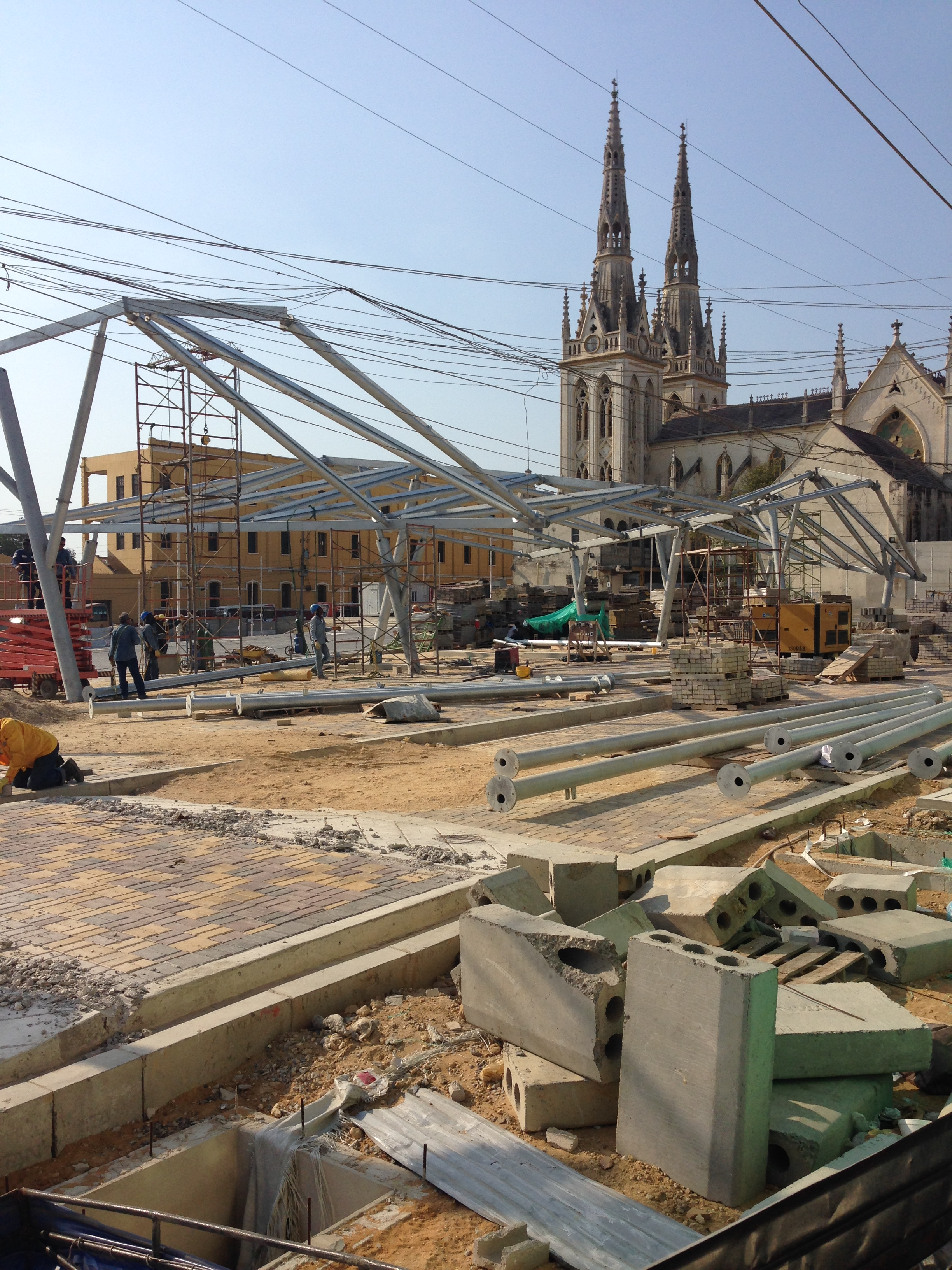
5 de marzo de 2015
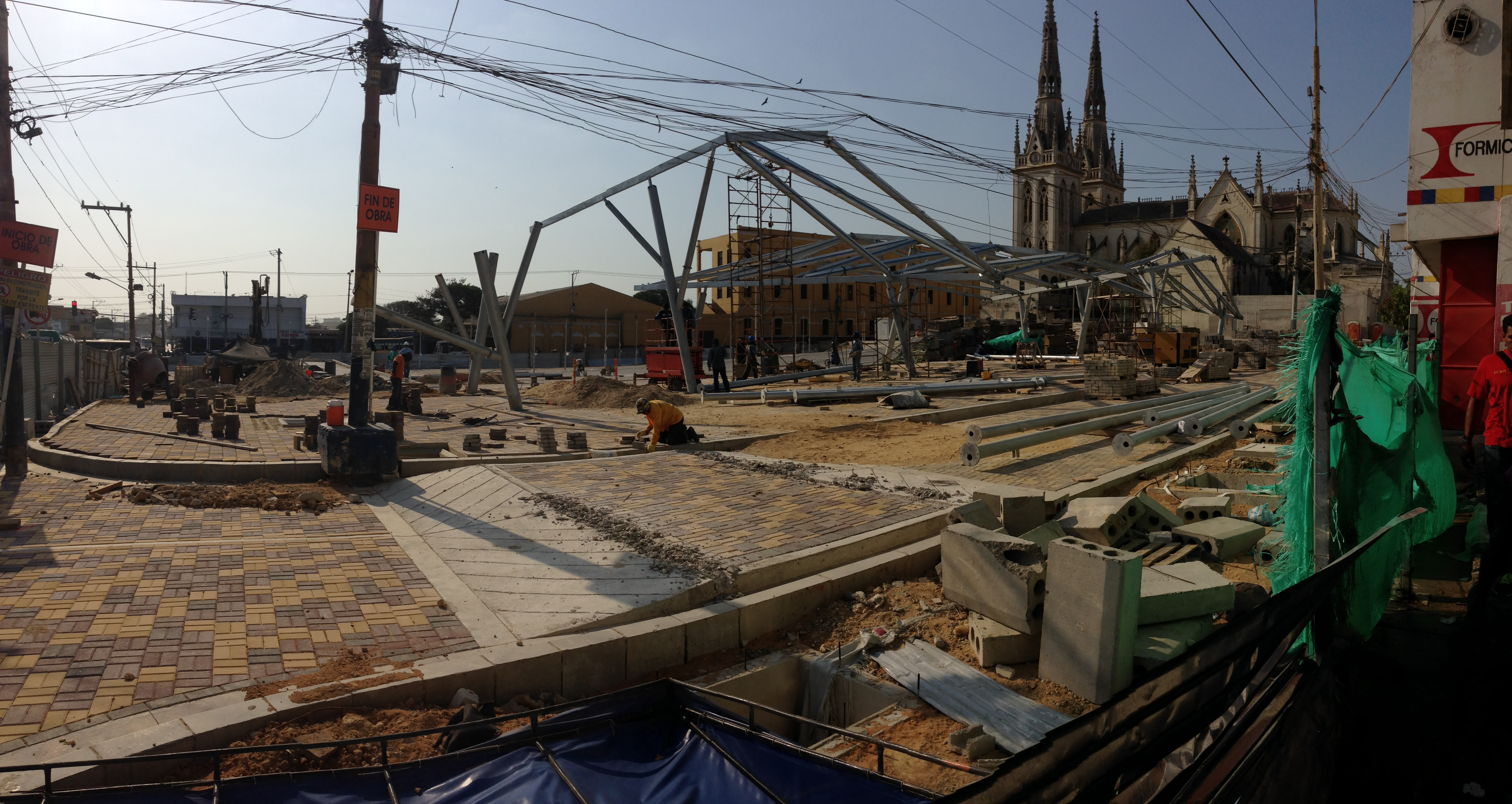
5 de marzo de 2015
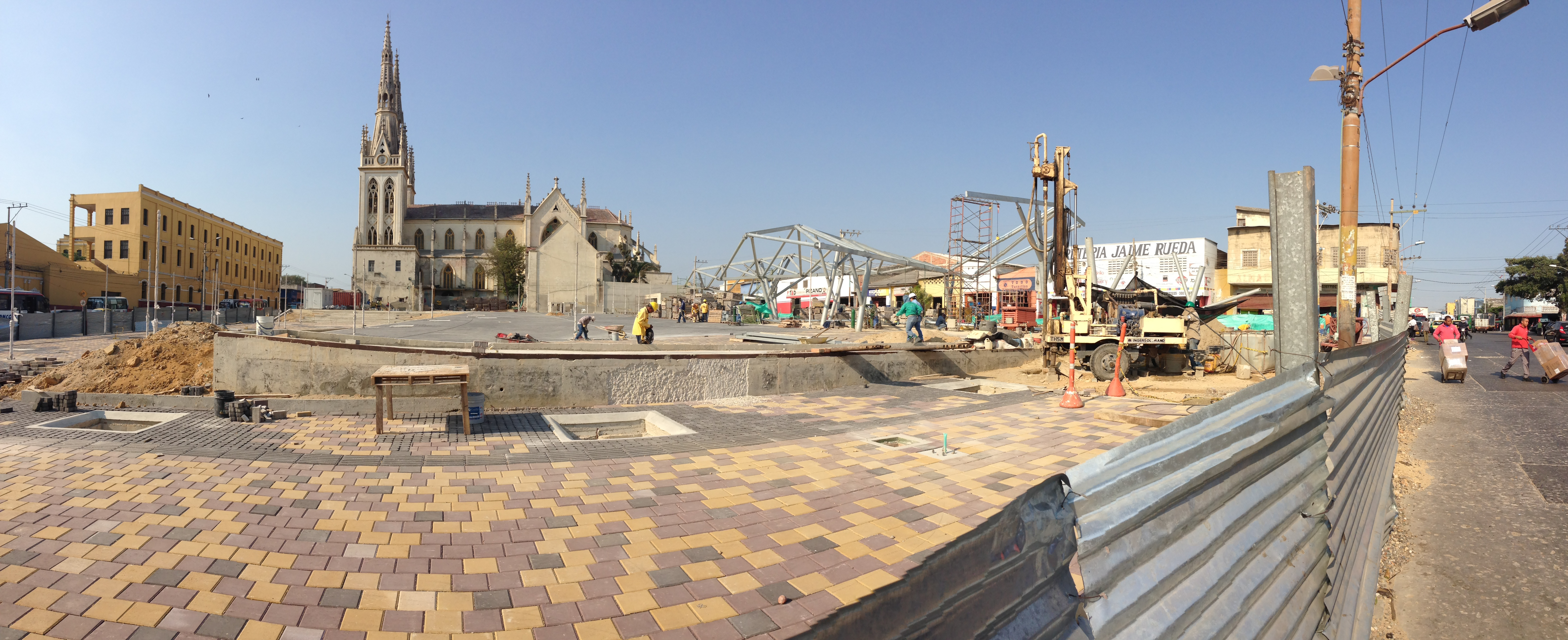
5 de marzo de 2015
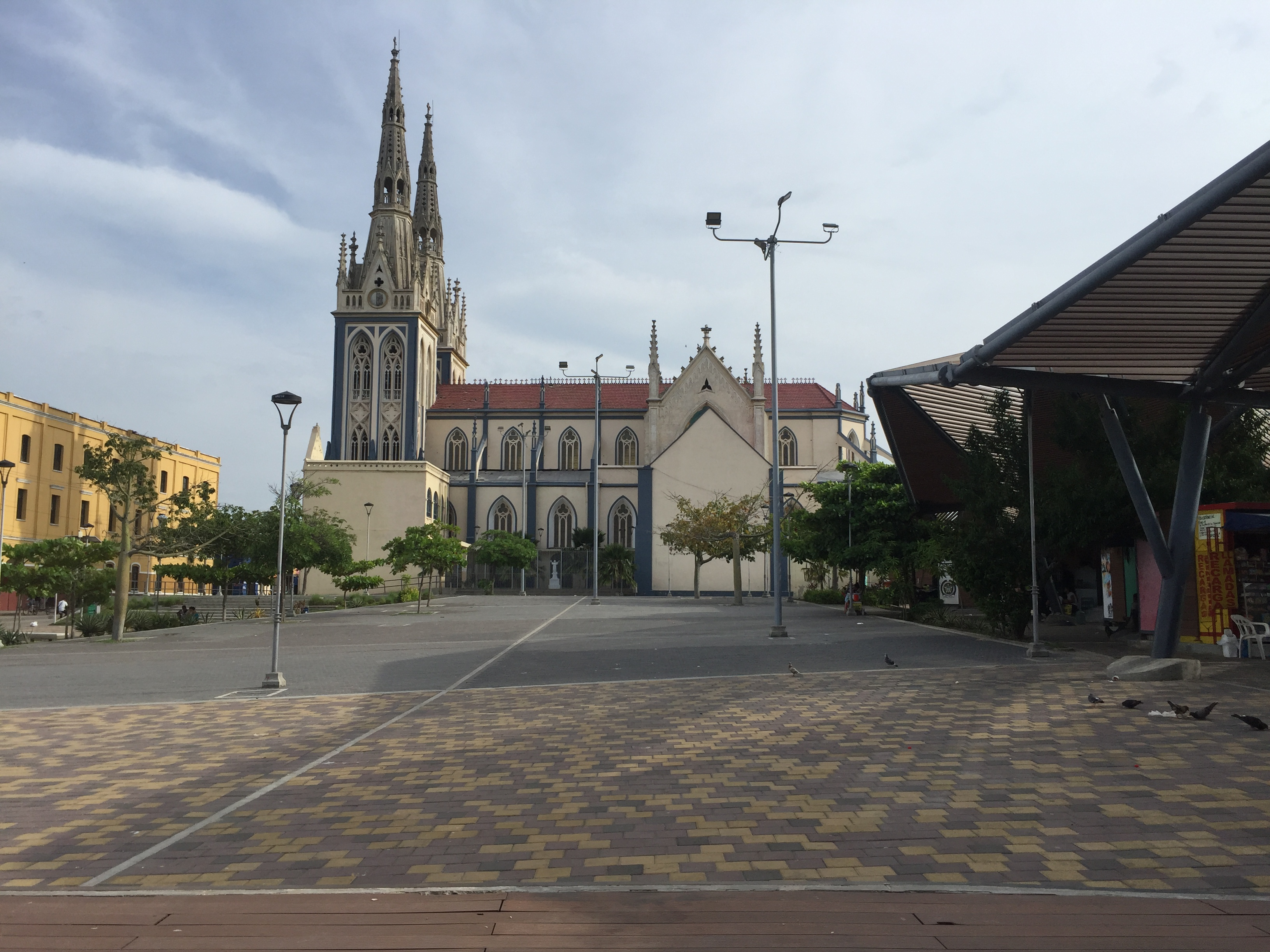
14 de julio de 2020